# Florence Arthaud
Florence Arthaud (Boulogne-Billancourt, 28 d'octubre de 1957-Argentina, 9 de març de 2015) va ser una navegant francesa.

## Biografia

### Joventut
Filla de Jacques Arthaud –director de la casa editorial Arthaud durant els anys 1970, on va publicar entre altres els llibres de Bernard Moitessier i Éric Tabarly, també grans navegants–, Florence Arthaud va començar des de molt jove a navegar amb el seu pare i el seu germà Jean-Marie, i va aprendre a navegar en el club de navegació d'Antíbol. El 1974, als 17 anys, sofreix un greu accident de cotxe, i passa un greu període en coma i amb paràlisi. Es recupera després de sis mesos a l'hospital, i dos anys més de convalescència, amb l'ajuda del pare Michel Jaouen.
Aleshores fa la seva primera travessia de l'Atlàntic als 18 anys, amb Jean-Claude Parisis.

### Carrera esportiva
Florence Arthaud participa en la carrera Route du Rhum des de la seva primera edició, el 1978, i aconsegueix l'11è lloc. El 1986 interromp la carrera per llançar-se a ajudar el navegant Loïc Caradec. Troba el catamarà Royale II, però cap rastre del patró. L'agost de 1990, amb el vaixell Pierre 1r de Serbie, competeix pel rècord de la travessia de l'Atlàntic Nord a vela en solitari. Fa un temps de 9 dies, 21 hores i 42 minuts, que comporta una millora de gairebé dos dies. Al novembre d'aquest mateix any, guanya la Route du Rhum, una cursa en solitari des de Sant-Maloù, Bretanya, a la costa de França, fins a l'illa de Guadalupe, al Carib, amb un temps de 14 dies 10 hores i 10 minuts, essent la primera dona que guanyava aquesta cursa.
El 1997, Florence Arthaud guanya la carrera Transpacifica amb Bruno Peyron, i competeix en la carrera Solitària d'El Fígaro, coneguda abans com la Cursa de l'Aurora.
El 2002 vol fer el rècord de la volta al món i intenta recaptar fons per comprar el trimaran Sport-Elec, que patronejava Olivier de Kersauson. El 2004 va participar en la cursa de doble transat Lorient-Saint-Barth amb Lionel Péan. Amb Luc Poupon, germà de Philippe Poupon, participen, el 2006, a l'Odissea de Cannes - Istambul, amb el monotip de Bénéteau Figaro II. L'any següent van competir al Transat Jacques-Vabre en la classe 409.

### Vida personal
El 1993 té una filla, Marie, amb Loïc Lingois, navegant professional. El 2005 es casa amb Érik Charpentier, però el seu matrimoni no funciona. També va ser companya del navegant Philippe Monnet. En la seva autobiografia, publicada el 2009, Florence no s'amaga gens dels seus problemes amb l'alcohol.
El 2010, pel vintè aniversari de la seva victòria, no va trobar patrocinador: Estava una mica disgustada. Era el vintè aniversari de la meva victòria i tenia previst participar amb un enorme trimaran, l'Oman (30 m). Però no vaig aconseguir aquest vaixell, van preferir cedir-lo a un home (Sidney Gavignet, que va haver d'abandonar per avaria). Sens dubte em va disgustar i vaig pensar "bé, ho deixo!"
El 29 d'octubre de 2011 cau del seu vaixell en plena nit prop de l'illa de Còrsega. Tenint per sort un petit llum i el seu telèfon mòbil a prova d'aigua, aconsegueix trucar a la seva mare, que n'informa al seu germà. És rescatada tres hores i vint minuts després de la seva trucada gràcies a la geolocalització del seu telèfon i és portada a l'hospital de Bastia, a Còrsega, d'on va poder sortir l'endemà.
Un accident aeri va acabar amb la seva vida i la de nou persones més en col·lidir dos helicòpters a la província de La Rioja, a l'Argentina, el 9 de març de 2015, durant la filmació d'un programa de televisió. Havia acabat el seu darrer llibre, titulat Tonight, the Sea is Black, publicat al març del 2015.